# Lidl Schweiz
Lidl Schweiz AG este o companie elvețiană de comerț cu amănuntul, subsidiară a companiei germane Lidl Stiftung & Co. KG, cu sediul în orașul Weinfelden. Lidl Schweiz este una dintre cele mai mari 100 de companii din Elveția⁠(d) în funcție de veniturile obținute.

## Istoric

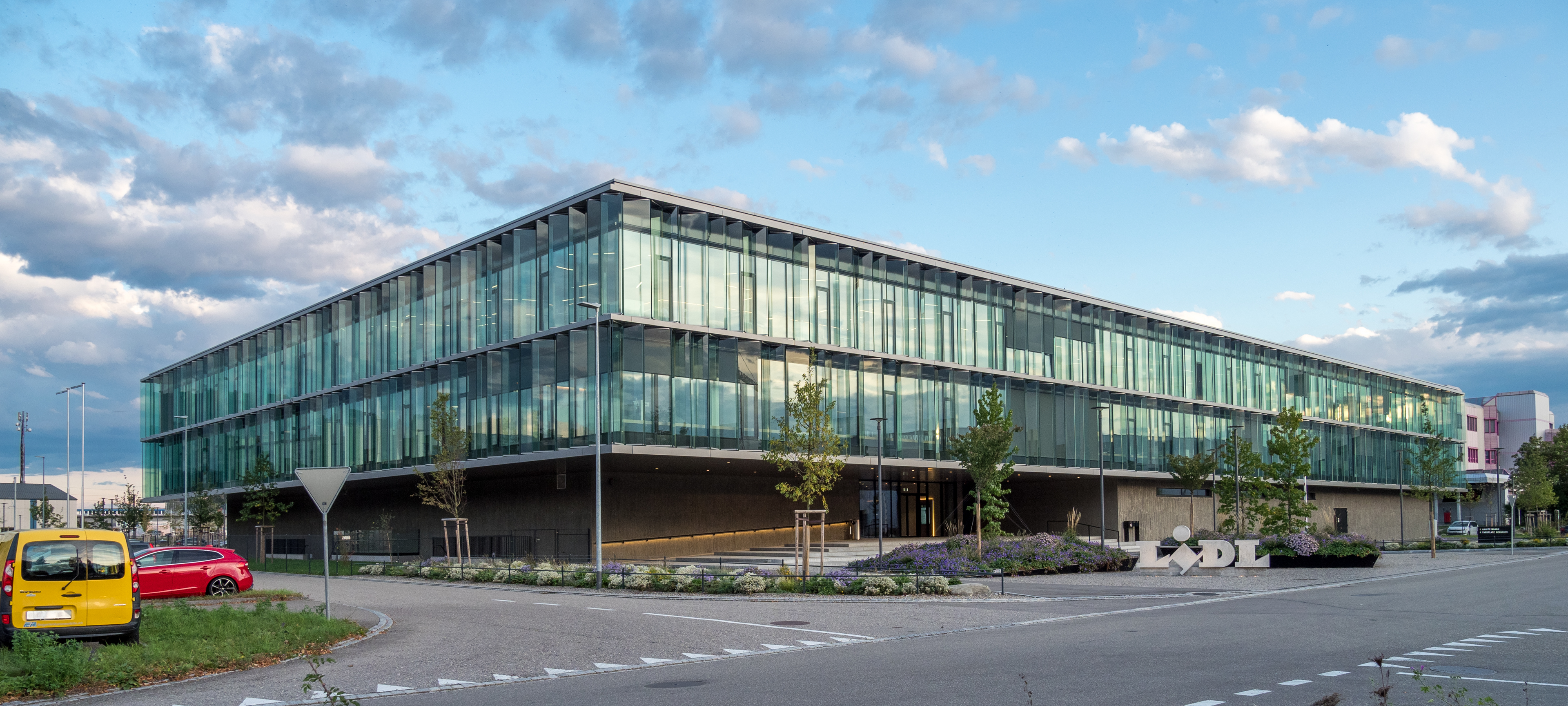
Sediul Lidl Schweiz din Weinfelden

Compania Lidl Schweiz AG a fost înființată la sfârșitul anului 2003 și a deschis primele sale magazine în 19 martie 2009. Extinderea a fost rapidă, iar în februarie 2011 a fost deschis deja al 63-lea magazin la Yverdon. Luptătorul elvețian Christian Stucki⁠(d) a devenit ambasador al mărcii⁠(d) printr-un parteneriat încheiat în 2010, care a fost prelungit ultima dată în 2023. Sediul companiei a fost mutat în anul 2018 într-o clădire nouă care a costat aproximativ 65 de milioane de franci. Centrele de distribuție ale mărfurilor se află în localitățile Weinfelden și Sévaz⁠(d), iar un altul urmează a fi construit în Roggwil⁠(d). În 2020 a fost construită o fabrică de coacere a bananelor la Weinfelden.
Parteneriatele încheiate cu alte companii au contribuit la extinderea și lărgirea activității. Lidl a încheiat un parteneriat cu compania de retail Loeb⁠(d) și, ca urmare, a deschis sucursale în două magazine universale Loeb: la Biel în 2019 și la Berna în 2021. În iunie 2019 a fost fondat serviciul de telefonie mobil Lidl Connect, în colaborare cu Salt Mobile⁠(d) în calitate de partener contractual. Lidl Schweiz a demarat la începutul anilor 2010 o politică economică bazată pe durabilitate, intenționând ca până în 2030 să finalizeze decarbonizarea sistemului de livrare către toate magazinele sale. În acest scop au fost achiziționate două camioane electrice⁠(d) (E-Force One), care au fost testate de companie din 2014 până în 2020, și a fost pusă în funcțiune în vara anului 2019 prima stație de alimentare cu gaz natural lichefiat (GNL) din Elveția, la centrul de distribuție din Weinfelden. Compania elvețiană de retail a fost certificată conform standardului ISO 50001⁠(d) și operează cel mai mare sistem electric fotovoltaic⁠(d) din cantonul Thurgau.
De la intrarea sa pe piață, Lidl Schweiz a renunțat la legumele și fructele transportate cu avioanele⁠(d) și, din 2020, la produsele de carne și pește transportate pe calea aerului. Compania a eliminat în anul 2022 laptele convențional din gama sa de produse și de atunci a distribuit numai lapte organic⁠(d) și sortimentul Terra Natura (marca proprie⁠(d) a Lidl Schweiz pentru produsele certificate de IP Suisse⁠(d)). În același an a fost deschis primul magazin construit din lemn în orașul Adliswil, iar numărul magazinelor Lidl din Elveția a ajuns la 166. Compania a cumpărat în 2022 dreptul de denumire al actualei Lidl Arena⁠(d) din orașul Wil⁠(d).
Lidl Schweiz a realizat vânzări anuale de aproximativ 2–2,5 miliarde de franci în anul 2021, conform estimărilor institutului de cercetare de piață GfK Switzerland⁠(d), aflându-se în urma companiei Aldi Suisse⁠(d), care a realizat vânzări anuale de 2,5–3 miliarde de franci, în topul celor mai mari companii de retail din Elveția. În anul 2023 compania avea 160 de magazine și aproximativ 4.500 de angajați.